# ジークフリート・マウザー
ジークフリート・マウザー（Siegfried Mauser、1954年11月3日 - ）は、ドイツのクラシック音楽と現代音楽のピアニスト・音楽学者。

## 略歴
シュトラウビング生まれ。ミュンヘン音楽・演劇大学でロズル・シュミトとアルフォンス・コンタルスキーに師事し、ミュンヘン大学とヴュルツブルク大学で哲学と芸術学を修める異色の経歴で知られる。スコアリーディングの能力も卓越しており、ギュンター・ビアラス国際作曲コンクールとハラルド・ゲンツマー国際作曲コンクールの長らくの審査員の常連でもあった。マウザーは1980年代から教育を重視しており、ヴュルツブルクの音楽大学で教鞭をとったのを皮切りに、モーツァルテウムでも教鞭をとり、2003年にはミュンヘン音楽・演劇大学の学長に就任し2014年まで務めた。2014年から2016年まではモーツァルテウムの学長も務めていた。既婚であり、ソプラノ歌手のアメリー・ザントマン(Amélie Sandmann)と一緒にミュンヘンに住んでいる。バイエルン芸術アカデミー会員・ディレクター。博士。
クラシックも得意だが、彼の本領は近現代音楽にあり、WERGOから出されたヒンデミットピアノ音楽全集が良く知られている。ハンス＝ユルゲン・フォン・ボーゼとは40年以上の付き合いであり、彼の音楽への肯定的な評価を上げる役を果たしている。近年はモーツァルトのピアノ音楽の著作とディスクで知られていた。

## スキャンダル
ハンス＝ユルゲン・フォン・ボーゼとともに非常識的な性行為をボーゼ宅の地下室において行い、そのための女子生徒を調達していた疑いで逮捕・起訴された。2016年には婦女暴行容疑で15か月の執行猶予と25000ユーロの罰金刑が課せられた。容疑は2015年に関するものだが、2016年7月には別の女子生徒がボーゼ宅の地下室に監禁されていたことが発覚。その際に誰が誰と寝るのかを詳細に付けたカレンダーが押収されたことで、執行猶予中の性行為であることが立証された。マウザーは2016年6月の時点でミュンヘン音楽・演劇大学とモーツァルテウムの双方を退職している。長きにわたるモーツァルテウムの学長の歴史において、婦女暴行により中途退職を余儀なくされたのはマウザーが初めてである。妻のアメリー・ザントマン＝マウザーは、心神喪失状態下に置かれた夫がザルツブルク大学病院内クリスチャン・ドップラー・クリニック(精神科)に通院していることを理由に、無罪を主張している。判決は有罪。2022年2月7日から収監されている。

## 受賞歴
- 1981: Interpretationsstipendium der Stadt München
- 1984: Bayerischer Kulturförderpreis
- 1990: Ordentliches Mitglied der Bayerischen Akademie der Schönen Künste
- 2001: Preis „Neues Hören“, verliehen durch die Sommerakademie der Universität Mozarteum in Zusammenarbeit mit den Salzburger Festspielen (Erstverleihung)
- 2009: Austrian Cross of Honours for Science and Art
- 2010: Cross of Merit of the Federal Republic of Germany
- 2012: King Maximilian Medal of the Federal State of Bavaria

## 著作
- Das expressionistische Musiktheater der Wiener Schule. Stilistische und entwicklungsgeschichtliche Untersuchungen zu Arnold Schönbergs „Erwartung“, „Die glückliche Hand“ und Alban Bergs „Wozzeck“. (Dissertation, Salzburg 1981.) Bosse, Regensburg 1982, ISBN 3-7649-2264-8.
- Beethovens Klaviersonaten. 2001, ISBN 3-406-41873-2.
- Mozarts Klaviersonaten: Ein musikalischer Werkführer (Beck'sche Reihe)

## ディスコグラフィー
- ヒンデミット ピアノ音楽全集 (WERGO)
- ハルトマン ピアノ音楽集 (Virgin)
- モーツァルト ピアノソナタ全集（Celestal Harmonies)
- ヴィルヘルム・キルマイヤー  ピアノ音楽集 (WERGO)
- ツェムリンスキー ピアノ音楽集 (Virgin)
- ヴォルフガング・リーム ピアノとヴァイオリンのための作品 (CPO)
- ギュンター・ビアラス ピアノとオーケストラのための作品集 (CPO)
- シューベルト 冬の旅 (OEHMS classics)